# Somnis en la neu
Somnis en la neu (títol original en suec, Maria Wern – Drömmar ur snö) és el primer llargmetratge sobre la inspectora Maria Wern. Anteriorment, se n'havien emès tres minisèries. És la primera que s'estrena en DVD abans d'emetre's a televisió. El film segueix la investigació de l'inspectora Maria Wern (Eva Röse) pel cas d'una adolescent que apareix morta amb el vestit blanc de la festivitat de santa Llúcia. En primer lloc, tots els indicis apunten al suïcidi. Quan la policia troba a Internet diverses amenaces diferents tant per a la noia com amenaces similars contra noies del mateix grup, resulta que la mort de la noia està relacionada amb la banda de noies de l'institut. Ara intenten evitar que l'assassí torni a atacar. S'ha doblat al valencià per a À Punt, que va estrenar-lo el 25 de juny de 2023.
La pel·lícula està basada en el llibre homònim d'Anna Jansson, publicat l'any 2004. A més d'Eva Röse, el repartiment també inclou Reuben Sallmander i Allan Svensson.